# フォーエバーソング
『フォーエバーソング』は、秦基博の6枚目のシングル。

## 解説
- 作詞作曲は秦基博。編曲は亀田誠治（#1）、武部聡志（#2,3,4）。
- 本作は、2枚目のシングル『鱗（うろこ）』以来の亀田誠治プロデュース作となる。
- 本作で初めて音楽プロデュースに武部聡志を迎えて制作された。
- 10月29日に発売のアルバム『ALRIGHT』の先行シングル。
- 当初は10月1日発売予定だったが、諸般の事情により10月8日に変更された。
- オリコンウィークリーチャートで、シングル初となるトップ10入りを果たした。
- 本作の購入者を対象に、全国ツアー『HATA MOTOHIRO CONCERT TOUR 2008』ライブ、バックステージへの招待券が抽選で当たるキャンペーンが行われた。
- 特定の店舗を対象に予約受注分限定特典としてオリジナルジャケットステッカーが封入。
- 九州地区の対象店舗では予約受注分限定特典としてライブ『ポカリスエット presents ブカツの天使 応援ライブ meets BIG ECHO うたゴコロLIVE』の整理券が先着で配布された。
- 初回限定盤には、『Augusta Camp 2008』の模様に加え、日比谷野外音楽堂にて開催されたプレミアムワンマンライブ『SPACE SHOWER TV presents VOICES 〜秦基博〜』の模様から、スペースシャワーTV限定のビデオクリップとして放送された「鱗（うろこ） -3000人のVOICES Ver.- （ONLY SSTV EDITION）」を収録したDVD付。

## 収録曲
1. フォーエバーソング
  - 日本テレビ系『スッキリ!!』2008年10月度エンディングテーマ
  - 日本テレビ系『音楽戦士 MUSIC FIGHTER』2008年10月度POWER PLAY
  - ビデオクリップ撮影は、多摩ニュータウンを臨む多摩市鶴牧にある鶴牧東公園で行われた。
  - 他にも歌詞の「ジオラマ」という言葉からNゲージの鉄道模型による映像も随所に使われている。
2. 晩夏（ひとりの季節）
  - 荒井由実の楽曲のカバー。
3. 第三の男（CM Ver.）
  - サッポロビール『ヱビスビール』「京都・貴船の夏」「至福の贅沢プレゼント」各篇CMソング
  - 同名映画のテーマ曲のカバー。
4. トレモロ降る夜（Acoustic Session）
  - 1stアルバム『コントラスト』収録曲のアコースティック･セッションバージョン。
5. フォーエバーソング<backing track>

## 初回特典DVD収録内容
- 『秦基博 in Augusta Camp 2008』

1. 鱗（うろこ） （@西武ドーム 2008.7.26）
2. キミ、メグル、ボク （@西武ドーム 2008.7.26）
3. シンクロ （@泉大津フェニックス 2008.8.9）
4. 虹が消えた日 （@泉大津フェニックス 2008.8.9）
5. フォーエバーソング （@泉大津フェニックス 2008.8.9）
6. 鱗（うろこ） -3000人のVOICES Ver.- （ONLY SSTV EDITION） （@日比谷野外音楽堂 2008.6.8）